# Surinamysis robertsonae
Surinamysis robertsonae är en kräftdjursart som beskrevs av Bamber och Henderson 1990. Surinamysis robertsonae ingår i släktet Surinamysis och familjen Mysidae. Inga underarter finns listade i Catalogue of Life.